# 米兰·卢迪克
米兰·卢迪克（捷克語：Milan Ludík，1992年9月9日—），捷克男子羽毛球運動員。

## 簡歷
2015年1月，米兰·卢迪克出戰冰島國際賽，在男子單打比賽奪得冠軍。
2015年8月，米兰·卢迪克參加印尼雅加達舉行的世界羽毛球錦標賽，出戰男子單打項目。他在首圈以2-0擊敗挪威選手马吕斯·迈尔晉級，但在第二圈就以0比2（18-21、12-21）不敵2號種子、丹麥的简·奥·约根森出局。
2017年8月，卢迪克參加蘇格蘭格拉斯哥舉行的世界羽毛球錦標賽，出戰男子單打項目，首圈就以0比2（16-21、7-21）不敵印尼的索尼·昆科罗出局。

## 主要比賽成績
只列出曾進入準決賽的國際賽事成績：
| 年份   | 賽事                   | 公開賽級別 | 項目     | 拍檔          | 成績   |
| ------ | ---------------------- | ---------- | -------- | ------------- | ------ |
| 2014年 | 冰島羽毛球國際賽       | 國際系列賽 | 男子單打 | －            | 準決賽 |
| 2014年 | 阿根廷羽毛球國際賽     | 國際系列賽 | 男子雙打 | 索伦·托夫特   | 準決賽 |
| 2014年 | 尼日利亞羽毛球國際賽   | 國際系列賽 | 男子單打 | －            | 準決賽 |
| 2014年 | 南非羽毛球國際賽       | 國際系列賽 | 男子單打 | －            | 準決賽 |
| 2014年 | 南非羽毛球國際賽       | 國際系列賽 | 男子雙打 | 埃德温·埃基林 | 準決賽 |
| 2014年 | 博茨瓦納羽毛球國際賽   | 國際系列賽 | 男子單打 | －            | 準決賽 |
| 2015年 | 冰島羽毛球國際賽       | 國際系列賽 | 男子單打 | －            | 冠軍   |
| 2015年 | 伊朗羽毛球國際挑戰賽   | 國際挑戰賽 | 男子單打 | －            | 亞軍   |
| 2015年 | 烏干達羽毛球國際賽     | 國際系列賽 | 男子單打 | －            | 準決賽 |
| 2015年 | 烏干達羽毛球國際賽     | 國際系列賽 | 男子雙打 | 埃德温·埃基林 | 亞軍   |
| 2015年 | 智利羽毛球國際賽       | 國際系列賽 | 男子單打 | －            | 準決賽 |
| 2015年 | 拉各斯羽毛球國際挑戰賽 | 國際挑戰賽 | 男子單打 | －            | 準決賽 |
| 2016年 | 大溪地羽毛球國際挑戰賽 | 國際挑戰賽 | 男子單打 | －            | 亞軍   |
| 2016年 | 埃及羽毛球國際賽       | 國際系列賽 | 男子單打 | －            | 冠軍   |
| 2017年 | 捷克羽毛球國際賽       | 未來系列賽 | 男子單打 | －            | 冠軍   |
| 2017年 | 摩洛哥羽毛球國際賽     | 國際系列賽 | 男子單打 | －            | 準決賽 |
| 2018年 | 捷克羽毛球國際賽       | 國際系列賽 | 男子單打 | －            | 準決賽 |
| 2018年 | 秘魯羽毛球國際賽       | 國際系列賽 | 男子單打 | －            | 準決賽 |
| 2018年 | 埃及羽毛球國際賽       | 國際系列賽 | 男子單打 | －            | 準決賽 |
| 2019年 | 埃及羽毛球國際賽       | 國際系列賽 | 男子單打 | －            | 亞軍   |
| 2019年 | 南非羽毛球國際賽       | 未來系列賽 | 男子單打 | －            | 亞軍   |
| 2020年 | 肯亞羽毛球國際賽       | 未來系列賽 | 男子單打 | －            | 準決賽 |

| 2007-2017年 | 首要超級賽 | 超級賽 | 黃金大獎賽 | 大獎賽 | 國際挑戰賽 | 國際系列賽 | 未來系列賽 | 其他 |

| 2018-2026年 | 總決賽 | 超級1000賽 | 超級750賽 | 超級500賽 | 超級300賽 | 超級100賽 | 國際挑戰賽 | 國際系列賽 | 未來系列賽 | 其他 |

### 奧運會和世錦賽參賽紀錄
|          | 2015 | 2016 | 2017 | 2018 | 2019 |
| -------- | ---- | ---- | ---- | ---- | ---- |
| 男子單打 | 32強 | －   | 64強 | 64強 | 64強 |